# Antonio Orefice
Antonio Orefice (o Arefece o Orefici; prima del 1708 – dopo il 1734) è stato un compositore italiano.
Pochissimo si conosce sulla sua biografia, tant'è che il luogo e data di nascita e di morte non ci giungono noti. Si sa che studiò legge e che contemporaneamente ricevette anche una formazione musicale. Debuttò come operista al Teatro San Bartolomeo con il dramma per musica Il Maurizio e con l'anno successivo seguì la rappresentazione della sua prima opera buffa in napoletano al Teatro dei Fiorentini, la quale avendo ottenuto molto successo, gli permise di allestire successivamente nello stesso palcoscenico (ma anche in altri della città) altri suoi lavori operistici, tutti in lingua napoletana tranne uno, Il gemino amore (1718). Il 15 ottobre 1724 con Lo Simmele inaugurò il Teatro Nuovo di Napoli. Della sua famiglia si ricorda anche un certo Anastasio Orefice, anch'egli compositore e probabilmente figlio o fratello di Antonio.
Poco ci è giunto della musica di Orefice; il suo più grande lavoro che tuttora sopravvive è la prima metà del dramma Engelberta, ossia La forza dell'innocenza, lavoro che realizzò con la collaborazione di Francesco Mancini. Inoltre ci pervengono sette arie della sua opera comica Le fente zingare (1717), la antica musica sopravvivente di un'opera comica in dialetto partenopeo.

## Composizioni

### Opere liriche
- Il Maurizio (dramma per musica, libretto di N. Minato e A. Morselli, 1708, Napoli)
- Patrò Calienno de la Costa (opera buffa, libretto di A. Marcotellis, 1709, Napoli)
- Engelberta, ossia La forza dell'innocenza (1º atto e parte del 2º atto) (dramma per musica, libretto di Apostolo Zeno e Pietro Pariati, 1709, Napoli)
- La Camilla (opera buffa, 1710, Napoli)
- La pastorella al soglio (dramma per musica, libretto di G. C. Corradi, 1710, Napoli)
- Circe delusa (dramma, libretto di G. A. Falier, 1713, Napoli)
- La Caligula delirante (dramma per musica, libretto di Gisberti, 1713, Napoli)
- Lo finto Armeneo (opera buffa, libretto di F. A. Tullio, 1717, Napoli)
- Le fente zingare (opera buffa, libretto di F. A. Tullio, 1717, Napoli)
- Le fente pazza co la fente malata (opera buffa, libretto di F. A. Tullio, 1718, Napoli)
- Il gemino amore (opera buffa, libretto di F. A. Tullio, 1718, Napoli)
- Chi la dura la vince (opera buffa, libretto di M. del Zanca, 1721, Napoli)
- La Locinna (tragicommedia per musica in 3 atti, libretto di F. A. Tullio, 1723, Napoli) al Teatro Nuovo (Napoli)
- Lo Simmele (commedia per musica in 3 atti, libretto di B. Saddumene, 1724, Napoli) al Teatro Nuovo (Napoli)
- L'annore resarciuto (opera buffa, libretto di N. Gianni, 1727, Napoli)
- La vecchia trammera (opera buffa, libretto di F. A. Tullio, 1732, Napoli; in collaborazione con Leonardo Leo)
- La Rosilla (opera buffa, libretto di F. Oliva, 1733, Napoli; in collaborazione con Leonardo Leo)
- La finta pellegrina (opera buffa, libretto di F. Oliva, 1734, Napoli; in collaborazione con Domenico Sarro)
- Psiche reintegrata nella grazia di Venere (libretto di A. Birini)